# Sympiesis comosus
Sympiesis comosus är en stekelart som beskrevs av Geoffrey John Kerrich 1969.
Sympiesis comosus ingår i släktet Sympiesis och familjen finglanssteklar. Artens utbredningsområde är Tanzania och Uganda. Inga underarter finns listade i Catalogue of Life.